# Demagogo (álbum)
Demagogo es una álbum ficticio del grupo musical de Argentina Soda Stereo, el cual fue hecho por fanáticos. El total de las canciones fueron grabadas en el Cabaret Marabú en 1984. El álbum fan-made fue publicado el 26 de diciembre de 2015 por el usuario Gabriel Pereira, por medio de YouTube.
Con el paso de los años, el mito de un álbum demo publicado en 1982 creció a pasos agigantados. Pero en 2021, Gabriel Pereira, quien había publicado las canciones como un álbum fan-made, aclaró:
“Este disco nunca existió, solo junté estos temas inéditos y pocos conocidos de Soda, y le puse «Demagogo» al título porque fue el primero en la lista del álbum (risas), y el año que coloqué, lo puse por el año de la formación de Soda. Y como puse en la descripción del video en aquel momento, es una manera de imaginar un disco previo al primer disco (que fue “Soda Stereo”, del '84). Hoy tengo veintisiete años, en ese momento, veinte años. No pensé que después de años, se pensara que este disco era oficial.”
También fueron canciones de esa época «Debo Soñar» (original de Ulises Butrón), «Dime Sebastián» y «La vi Parada Ahí», versión de «I Saw Her Standing There» original de The Beatles. En la mayoría de sus primeras canciones, se mostraba una clara influencia musical de The Police y de algunas otras bandas del movimiento new wave como The Clash y Television.

## Lista de canciones
| N.º   | Título                 | Duración |  |
| 1.    | «Demagogo»             | 5:30     |  |
| 2.    | «Choripán»             | 2:56     |  |
| 3.    | «El Héroe de la Serie» | 5:11     |  |
| 4.    | «Trae Cola»            | 2:59     |  |
| 5.    | «La Calle Enseña»      | 2:38     |  |
| 16:18 |                        |          |  |